# Coroa da Boêmia e da Morávia
A Coroa da Boêmia e da Morávia, conhecida como Coroa do Protetorado (em tcheco/checo:  Protektorátní koruna; em alemão:  Krone des Protektorats), foi a moeda do Protetorado da Boêmia e Morávia entre 1939 e 1945. Foi subdividido em 100 haléřů.

## História
A coroa da Boêmia e da Morávia substituiu a Coroa checoslovaca ao par e foi substituída pela coroa da Tchecoslováquia reconstituída, novamente ao par. Foi indexada ao Reichsmark a uma taxa de 1 Reichsmark = 10 coroas e foi inicialmente igual em valor à coroa eslovaca, embora esta moeda tenha sido desvalorizada em 1940. 

## Moedas
Em 1940, foram introduzidas moedas de zinco de 10, 20 e 50 haléřů, seguidas por 1 coroa em 1941. As moedas foram cunhadas até 1944.  Os desenhos reversos eram muito semelhantes aos das moedas anteriores da Tchecoslováquia. As moedas eram do tipo emergencial, semelhantes às moedas de outros territórios ocupados pelos alemães. 
| Valor     | Cunhagem           | Imagem | Notas |
| --------- | ------------------ | ------ | --- |
| 10 haléřů | 82,114,000 (1940)  |        | Anverso - Massa: 1.88 - Diâmetro: 17 - Borda: Simples - Composição: 100% Zinco - Desenho: leão tcheco - Escrita: Böhmen und Mahren ČECHY A MORAVA 1940 Reverso - Desenho: Denominação e Ponte Carlos - Escrita: 10                                 |
| 20 haléřů | 106,526,000 (1940) |        | Anverso - Massa: 2.63 - Diâmetro: 20 - Espessura: 1.25 - Borda: Simples - Composição: 100% Zinco - Desenho: Leão tcheco - Escrita: Böhmen und Mahren ČECHY A MORAVA 1940 Reverso - Desenho: Denominação com espigas de trigo e foice - Escrita: 20 |
| 50 haléřů | 53,270,000 (1940)  |        | Anverso - Massa: 3.7 - Diâmetro: 22 - Borda: Fresada - Composição: 100% Zinco - Desenho: Leão tcheco - Escrita: Böhmen und Mahren ČECHY A MORAVA 1940 Reverso - Desenho: Denominação com ramos de tília e espigas de trigo abaixo - Escrita: 50    |
| 1 Coroa   | 102,817,000 (1941) |        | Anverso - Massa: 4.5 - Diâmetro: 23 - Espessura: 2 - Borda: Fresada - Composição: 100% Zinco - Desenho: Leão tcheco - Escrita: Böhmen und Mahren ČECHY A MORAVA 1940 Reverso - Desenho: Denominação com ramos de tília - Escrita: 1 / 1941         |